# Дискография Megan Thee Stallion

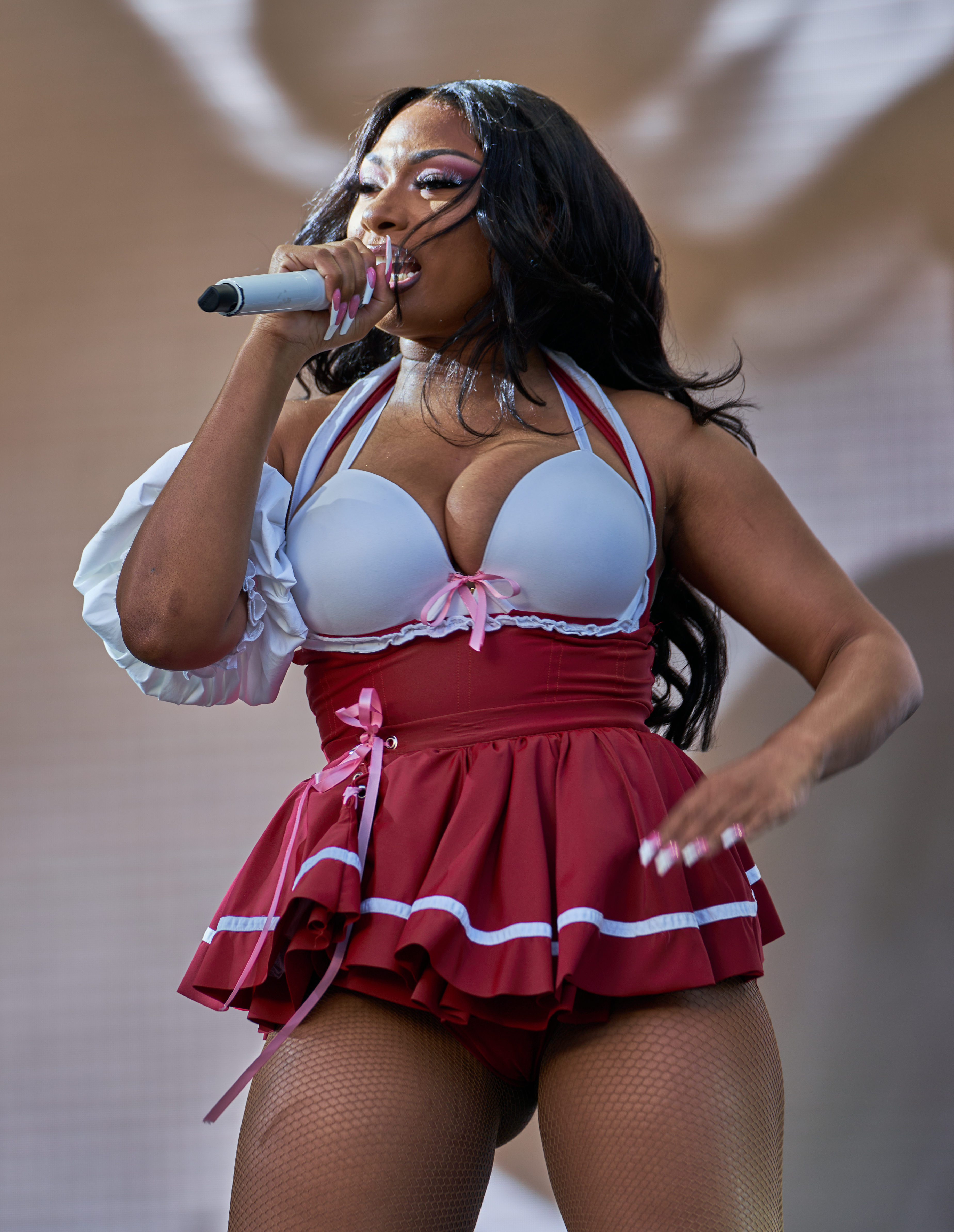
Megan Thee Stallion во время своего выступления на фестивале Superbloom 2022 года на Олимпийском стадионе в Мюнхене

Дискография американской рэперши, певицы и автора песен Megan Thee Stallion состоит из одного микстейпа, трёх мини-альбомов, двадцати трёх синглов (включая девяти в качестве приглашённого исполнителя) и трёх рекламных синглов.

## Альбомы

### Студийные альбомы
| Название   | Детали | Высшие позиции в чарте | Высшие позиции в чарте | Высшие позиции в чарте | Высшие позиции в чарте | Высшие позиции в чарте | Высшие позиции в чарте | Высшие позиции в чарте | Высшие позиции в чарте | Высшие позиции в чарте | Сертификации                         |
| Название   | Детали | US                     | US R&B /HH             | AUS                    | CAN                    | FRA                    | IRE                    | NLD                    | NZ                     | UK                     | Сертификации                         |
| ---------- | --- | ---------------------- | ---------------------- | ---------------------- | ---------------------- | ---------------------- | ---------------------- | ---------------------- | ---------------------- | ---------------------- | ------------------------------------ |
| Good News  | Выпущен: 20 ноября 2020 года Лейблы: 1501 Certified, 300 Entertainment Форматы: винил, CD-диск, кассета, цифровая загрузка, стриминг | 2                      | 1                      | 41                     | 9                      | 107                    | 22                     | 77                     | 22                     | 46                     | - RIAA: Платиновый - BPI: Серебряный |
| Traumazine | Выпущен: 12 августа 2022 года Лейблы: 1501 Certified, 300 Форматы: CD-диск, кассета, цифровая загрузка, стриминг                     | 4                      | 3                      | 68                     | 19                     | 149                    | —                      | —                      | 27                     | 65                     | - RIAA: Золотой                      |

### Сборники
| Название                   | Детали                                                                                         | Высшая позиция в чартах | Высшая позиция в чартах | Высшая позиция в чартах |
| Название                   | Детали                                                                                         | US                      | US R&B /HH              | CAN                     |
| -------------------------- | ---------------------------------------------------------------------------------------------- | ----------------------- | ----------------------- | ----------------------- |
| Something for Thee Hotties | Выпущен: 29 октября 2021 года Лейблы: 1501 Certified, 300 Форматы: цифровая загрузка, стриминг | 5                       | 3                       | 69                      |

### Микстейпы
| Название     | Детали                                                                       | Высшая позиция в чартах | Высшая позиция в чартах | Высшая позиция в чартах |
| Название     | Детали                                                                       | US                      | US R&B /HH              | US Rap                  |
| ------------ | ---------------------------------------------------------------------------- | ----------------------- | ----------------------- | ----------------------- |
| Rich Ratchet | Выпущен: 2016 Лейбл: самиздат Форматы: цифровая загрузка, стриминг           | —                       | —                       | —                       |
| Megan Mix    | Выпущен: 2017 Лейбл: самиздат Форматы: цифровая загрузка, стриминг           | —                       | —                       | —                       |
| Fever        | Выпущен: 17 мая 2019 года Лейбл: 300 Форматы: цифровая дистрибуция, стриминг | 10                      | 6                       | 5                       |

## Мини-альбомы
| Make It Hot                                                                             | Выпущен: 18 сентября 2017 (США) Лейбл: 1501 Certified Форматы: Цифровая загрузка, стриминг                   | —   | — | — | —  | —   | —  |
| Tina Snow                                                                               | Выпущен: 21 декабря 2018 (США) Лейбл: 1501 Certified, 300 Entertainment Форматы: Цифровая загрузка, стриминг | 166 | — | — | —  | —   | —  |
| Suga                                                                                    | Выпущен: 6 марта 2020 Лейбл: 300 Entertainment Форматы: Цифровая загрузка, стриминг                          | 7   | 7 | 5 | 17 | 149 | 55 |
| «—» означает запись, которая не попала в чарты или не была выпущена на этой территории. | |     |   |   |    |     |    |

## Синглы

#### В качестве ведущего исполнителя
| 2017                                                                                      | «Pull Up Late»                                              | —  | —  | —  | —  | —  | —  | —  | —  | — | —  |                                                      | Make It Hot                  |                    |
| 2018                                                                                      | «Cocky AF»                                                  | —  | —  | —  | —  | —  | —  | —  | —  | — | —  |                                                      | Tina Snow                    |                    |
| 2019                                                                                      | «Big Ole Freak»                                             | 65 | 25 | 23 | —  | —  | —  | —  | —  | — | —  | - RIAA: платиновый                                   | Tina Snow                    |                    |
| 2019                                                                                      | «Sex Talk»                                                  | —  | —  | —  | —  | —  | —  | —  | —  | — | —  | - RIAA: золотой                                      | Fever                        |                    |
| 2019                                                                                      | «Talk (Remix)» (совместно с Khalid и Yo Gotti)              | —  | —  | —  | —  | —  | —  | —  | —  | — | —  |                                                      | Внеальбомный сингл           |                    |
| 2019                                                                                      | «Realer»                                                    | —  | —  | —  | —  | —  | —  | —  | —  | — | —  |                                                      | Fever                        |                    |
| 2019                                                                                      | «Cash Shit» (при участии DaBaby)                            | 36 | 16 | 14 | —  | —  | —  | —  | —  | — | —  | - RIAA: платиновый                                   | Fever                        |                    |
| 2019                                                                                      | «Hot Girl Summer» (при участии Nicki Minaj и Ty Dolla Sign) | 11 | 7  | 5  | 64 | 38 | —  | —  | 51 | — | 40 | - RIAA: платиновый                                   | Внеальбомный сингл           |                    |
| 2019                                                                                      | «All Dat» (совместно Moneybagg Yo)                          | 70 | 34 | —  | —  | —  | —  | —  | —  | — | —  |                                                      | Time Served                  |                    |
| 2019                                                                                      | «Ride or Die» (совместно с VickeeLo)                        | —  | —  | —  | —  | —  | —  | —  | —  | — | —  |                                                      | Queen & Slim: The Soundtrack |                    |
| 2020                                                                                      | «Diamonds» (совместно с Нормани)                            | —  | —  | —  | —  | —  | —  | —  | —  | — | —  |                                                      | Birds of Prey: The Album     |                    |
| 2020                                                                                      | «B.I.T.C.H.»                                                | 31 | 15 | 11 | —  | —  | —  | —  | —  | — | —  | - RIAA: золотой                                      | Suga                         |                    |
| 2020                                                                                      | «Captain Hook»                                              | 74 | 41 | —  | —  | —  | —  | —  | —  | — | —  |                                                      | Suga                         |                    |
| 2020                                                                                      | «Freak» (совместно с Tyga)                                  | —  | —  | —  | —  | —  | —  | —  | —  | — | —  |                                                      | Внеальбомный сингл           |                    |
| 2020                                                                                      | «Savage» (соло или при участии Beyoncé)                     | 1  | 1  | 1  | 4  | 9  | 16 | 26 | 3  | 2 | 3  | - RIAA: платиновый - BPI: серебряный - RMNZ: золотой | Suga                         |                    |
| 2020                                                                                      | «Girls in the Hood»                                         | 28 | 13 | 11 | —  | 90 | —  | —  | —  | — | —  | - RIAA: золотой                                      | Good News                    |                    |
| 2020                                                                                      | «Don’t Stop» (при участии Young Thug)                       | 30 | 14 | 13 | —  | 97 | —  | —  | —  | — | —  |                                                      | Good News                    |                    |
| 2020                                                                                      | «Thick (Remix)» (совместно с DJ Chose)                      | —  | —  | —  | —  | —  | —  | —  | —  | — | —  |                                                      | Внеальбомный сингл           |                    |
| 2021                                                                                      | «Thot Shit»                                                 |    |    |    |    |    |    |    |    |   |    |                                                      | Something for Thee Hotties   |                    |
| 2022                                                                                      | «Flamin' Hottie»                                            |    |    |    |    |    |    |    |    |   |    |                                                      |                              | Внеальбомный сингл |
| 2022                                                                                      | «Sweetest Pie» (совместно с Дуа Липой)                      |    |    |    |    |    |    |    |    |   |    |                                                      | Traumazine                   |                    |
| 2022                                                                                      | «Plan B»                                                    |    |    |    |    |    |    |    |    |   |    |                                                      | Traumazine                   |                    |
| 2022                                                                                      | «Pressurelicious» (при участии Фьючера)                     |    |    |    |    |    |    |    |    |   |    |                                                      | Traumazine                   |                    |
| 2023                                                                                      | «Cobra»                                                     |    |    |    |    |    |    |    |    |   |    |                                                      |                              | TBA                |
| 2024                                                                                      | «Hiss»                                                      |    |    |    |    |    |    |    |    |   |    |                                                      |                              |                    |
| «—» обозначает запись, которая не попала в чарты или не была выпущена на этой территории. |                                                             |    |    |    |    |    |    |    |    |   |    |                                                      |                              |                    |

### В качестве приглашённого исполнителя
| 2018                                                                                    | «No Pressure» (Drebae при участии Megan Thee Stallion)                      | — | — | —  | — | — | —  | — | — | — | — |                                                                                           | Внеальбомный сингл          |
| 2018                                                                                    | «Poledancer» (Wale при участии Megan Thee Stallion)                         | — | — | —  | — | — | —  | — | — | — | — |                                                                                           | Wow… That’s Crazy           |
| 2019                                                                                    | «Bestie» (Bhad Bhabie при участии Megan Thee Stallion)                      | — | — | —  | — | — | —  | — | — | — | — |                                                                                           | Внеальбомный сингл          |
| 2019                                                                                    | «She Live» (Maxo Kream при участии Megan Thee Stallion)                     | — | — | —  | — | — | —  | — | — | — | — |                                                                                           | Внеальбомный сингл          |
| 2019                                                                                    | «Three Point Stance» (Juicy J при участии City Girls и Megan Thee Stallion) | — | — | —  | — | — | —  | — | — | — | — |                                                                                           | Внеальбомный сингл          |
| 2019                                                                                    | «Pastor» (Quavo и City Girls при участии Megan Thee Stallion)               | — | — | —  | — | — | —  | — | — | — | — |                                                                                           | Control the Streets, Vol. 2 |
| 2019                                                                                    | «Pose» (Yo Gotti при участии Megan Thee Stallion и Lil Uzi Vert             | 8 | — | 25 | — | — | —  | — | — | — | — |                                                                                           | Untrapped                   |
| 2019                                                                                    | «Big Booty» (Gucci Mane при участии Megan Thee Stallion)                    | 4 | — | 17 | — | — | —  | — | — | — | — |                                                                                           | Woptober II                 |
| 2020                                                                                    | «Fkn Around» (Phony Ppl при участии Megan Thee Stallion)                    | — | — | —  | — | — | —  | — | — | — | — |                                                                                           | Внеальбомный сингл          |
| 2020                                                                                    | «RNB» (Young Dolph при участии Megan Thee Stallion)                         | — | — | —  | — | — | —  | — | — | — | — |                                                                                           | Rich Slave                  |
| 2020                                                                                    | «WAP» (Карди Би при участии Megan Thee Stallion)                            | 1 | 1 | 1  | 1 | 1 | 30 | 1 | 1 | 6 | 1 | - RIAA: платиновый - BPI: золотой - MC: 2 × платиновый - RMNZ: платиновый - SNEP: золотой | TBA                         |
| 2021                                                                                    | «SG» (DJ Snake при участии Megan Thee Stallion, Осуны и Лисы)               |   |   |    |   |   |    |   |   |   |   |                                                                                           | Внеальбомный сингл          |
| «—» означает запись, которая не попала в чарты или не была выпущена на этой территории. |                                                                             |   |   |    |   |   |    |   |   |   |   |                                                                                           |                             |

### Рекламные синглы
| Год  | Название                                | Сертификации    | Альбом                                                   |                    |
| ---- | --------------------------------------- | --------------- | -------------------------------------------------------- | ------------------ |
| 2017 | «Stalli (Freestyle)»                    |                 | Внеальбомный сингл                                       |                    |
| 2019 | «Fire in the Booth, Pt.1»               |                 | Внеальбомный сингл                                       |                    |
| 2019 | «Realer»                                | - RIAA: золотой | Fever                                                    |                    |
| 2021 | «Crazy Family» (совместно с Rock Mafia) |                 | The Addams Family 2 (Original Motion Picture Soundtrack) |                    |
| 2023 | «Out Alpha The Alpha»                   |                 | Dicks: The Musical                                       |                    |
| 2023 | «Pussy Don't Lie»                       |                 |                                                          | Внеальбомный сингл |

## Другие песни в чартах
| 2019                                                                                    | «Handsome» (Chance the Rapper при участии Megan Thee Stallion) | —  | 45 | —  | The Big Day      |
| 2020                                                                                    | «Nasty» (DaBaby при участии Ashanti и Megan Thee Stallion)     | 50 | 20 | 17 | Blame It on Baby |
| «—» означает запись, которая не попала в чарты или не была выпущена на этой территории. |                                                                |    |    |    |                  |